# Oliver Twist (personaggio)
Oliver Twist è il protagonista dell'omonimo romanzo Oliver Twist di Charles Dickens. Nel racconto ha un'età compresa tra i 9 e i 14 anni. Nonostante sia maltrattato e sfruttato dagli adulti è buono di cuore.

## Oliver in teatro, cinema e televisione
Seguendo le consolidate convenzioni teatrali dell'epoca, i primi interpreti di Oliver sulla scena sono delle attrici di esperienza, che per il loro aspetto minuto possano impersonare con sufficiente credibilità il ruolo di un bambino. Nei primi adattamenti cinematografici si prosegue sulla stessa linea, facendo ricorso ad attrici come Marie Doro che abbiano già interpretato il personaggio sulla scena. Il cinema però richiede maggiore verosimiglianza ed al tempo è un mezzo che si adatta assai più del teatro alle capacità espressive di un attore bambino. Quando nel 1919 per la prima volta il ruolo di Oliver è interpretato dall'attore bambino ungherese Tibor Lubinszky, le pratiche del passato appaiono di colpo obsolete. Occorre comunque attendere fino al 1922, perché anche il cinema americano trovi in Jackie Coogan il suo primo grande "Oliver". Coogan è nel pieno della sua straordinaria carriera di attore bambino, seguente all'enorme successo internazionale conseguito ne Il monello di Charlie Chaplin. Coogan dà un'immagine al tempo stesso realistica, commovente e umoristica del personaggio, sottolineandone la personalità e il grande bisogno di affetto. Nessun altro attore oserà cimentarsi nella parte nel cinema muto. Solo con l'avvento del sonoro, è quasi d'obbligo una nuova versione del personaggio, ma Dickie Moore per quanto famoso non ha la stessa duttibilità espressiva di Coogan. Si arriva così al 1948 per trovare un'altra interpretazione memorabile. Sotto la direzione David Lean, l'Oliver di John Howard Davies con una recitazione di tipo neo-realistico diventa una cruda denuncia dello sfruttamento minorile. A partire dagli anni 1950 la televisione si appropria del personaggio, con una lunga serie di sceneggiati prodotti in vari paesi. Nel 1960 alle versioni teatrali e cinematografiche si affianca un musical di altrettanta intensità che dà risalto alla dimensione corale della storia e richiede attori bambini di grande talento musicale come Keith Hamshere e Bruce Prochnik. Ironicamente nella versione cinematografica del musical il personaggio è affidato ad un attore bambino, Mark Lester, che aveva bisogno di essere doppiato nelle parti cantate ma eppur capace di trasmettere una efficacissima dimensione di innocenza e fragilità. Nei numerosi sceneggiati televisivi si ripete il modello del povero bambino fragile e abusato che è alla base anche dell'interpretazione di Barney Clark nel film di Roman Polański del 2005. Per vedere qualcosa di nuovo e originale occorre attendere Jarrid Geduld (Boy Called Twist, 2004) e William Miller (Oliver Twist, 2007). I due attori danno del personaggio un'immagine volitiva e di grande carattere che si discosta dalla sua tradizionale remissività e passività. Oliver esce dal ruolo di vittima per diventare uno che lotta con coraggio e piena coscienza per il proprio riscatto contro le avversità della sua condizione.
| Anno | Oliver Twist               | Media       | Titolo |
| ---- | -------------------------- | ----------- | --- |
| 1860 | Ione Burke                 | teatro      | Oliver Twist, Broadway premiere                                                                                                |
| 1909 | Edith Storey               | cinema      | Oliver Twist, cortometraggio muto (USA, 1909), diretto da James Stuart Blackton                                                |
| 1910 | Renée Pré                  | cinema      | L'Enfance d'Oliver Twist, cortometraggio muto (Francia, 1910), diretto da Camille de Morlhon                                   |
| 1912 | Vinnie Burns               | cinema      | Oliver Twist, film muto (USA, 1912), prodotto dalla General Film Publicity & Sales Co.                                         |
| 1912 | Ivy Millais                | cinema      | Oliver Twist, film muto (GB, 1912), diretto da Thomas Bentley                                                                  |
| 1912 | Marie Doro                 | teatro      | Oliver Twist, Broadway revival                                                                                                 |
| 1916 | Marie Doro                 | cinema      | Oliver Twist, film muto (USA, 1916), diretto da James Young                                                                    |
| 1919 | Tibor Lubinszky            | cinema      | Oliver Twist (Twist Olivér), film muto (Ungheria, 1919), diretto da Márton Garas                                               |
| 1921 | Harold Goodwin             | cinema      | Oliver Twist Jr., film muto (USA, 1921), diretto da Millard Webb                                                               |
| 1922 | Jackie Coogan              | cinema      | Oliviero Twist (Oliver Twist), film muto (USA, 1922), diretto da Frank Lloyd                                                   |
| 1933 | Dickie Moore               | cinema      | Oliver Twist, film (USA, 1933), diretto da William J. Cowen                                                                    |
| 1948 | John Howard Davies         | cinema      | Le avventure di Oliver Twist (Oliver Twist), film (GB, 1948), diretto da David Lean                                            |
| 1955 | Adriano Stuart             | televisione | Oliver Twist, sceneggiato TV (Brasile, 1955)                                                                                   |
| 1959 | Richard Thomas             | televisione | Oliver Twist, sceneggiato TV (USA, 1959), diretto da Daniel Petrie                                                             |
| 1960 | Osmar Prado                | televisione | Oliver Twist, sceneggiato TV (Brasile, 1960)                                                                                   |
| 1960 | Keith Hamshere             | teatro      | Oliver!, musical (GB, 1960), musica e libretto di Lionel Bart, London premiere                                                 |
| 1962 | Bruce Prochnik             | televisione | Oliver Twist, mini-serie TV (GB, 1962), diretta da Eric Tayler                                                                 |
| 1962 | Gérard Riou                | televisione | Oliver Twist, mini-serie TV (Francia, 1962), diretta da Jean-Paul Carrère                                                      |
| 1963 | Bruce Prochnik             | teatro      | Oliver!, musical (GB, 1960), musica e libretto di Lionel Bart, Broadway premiere                                               |
| 1964 | Ronnie Kroll               | televisione | The Ed Sullivan Show, TV show (USA, 1964)                                                                                      |
| 1968 | Mark Lester                | cinema      | Oliver!, film (GB, 1968), diretto da Carol Reed                                                                                |
| 1980 | Daniel Murray              | televisione | The Further Adventures of Oliver Twist, miniserie TV del 1980, in 13 episodi, diretta da Ian Fordyce e Paul Harrison           |
| 1982 | Richard Charles            | televisione | Oliver Twist, film TV (GB, 1982), diretto da Clive Donner                                                                      |
| 1983 | Anthony Pearson            | teatro      | Oliver!, musical (GB, 1983), musica e libretto di Lionel Bart, London revival                                                  |
| 1984 | Braden Danner              | teatro      | Oliver!, musical (GB, 1994), musica e libretto di Lionel Bart, Broadway revival                                                |
| 1985 | Ben Rodska                 | televisione | Oliver Twist, miniserie TV (GB, 1985), diretta da Gareth Davies                                                                |
| 1994 | James Daley                | teatro      | Oliver!, musical (GB, 1994), musica e libretto di Lionel Bart, London revival                                                  |
| 1997 | Max Reynolds & Alex Trench | televisione | Oliver Twist, film TV (1997( diretto da Tony Bill                                                                              |
| 1999 | Sam Smith                  | televisione | Oliver Twist, mini-serie TV (GB 1999), in 4 episodi, diretta da Renny Rye                                                      |
| 2001 | Rowan Witt                 | televisione | Escape of the Artful Dodger, serie TV (Australia, 2001), in 13 episodi                                                         |
| 2002 | Mylaine Hedreul            | televisione | Olivia Twist, mini-serie TV (Svezia, 2002), diretta da Jonas Cornell                                                           |
| 2003 | Joshua Close               | cinema      | Twist, film (Canada, 2003), diretto da Jacob Tierney                                                                           |
| 2004 | Jarrid Geduld              | cinema      | Boy Called Twist, film (Sud Africa, 2004), diretto da Tim Greene                                                               |
| 2005 | Barney Clark               | cinema      | Oliver Twist, film (GB, 2005), diretto da Roman Polański                                                                       |
| 2005 | Joseph McManners           | televisione | Celebrate Oliver!, programma TV (GB, 2005), diretto da Richard Valentine                                                       |
| 2007 | William Miller             | televisione | Oliver Twist, miniserie TV (GB-USA, 2007), diretta da Coky Giedroyc                                                            |
| 2009 | Harry Stott                | teatro      | Oliver!, musical (GB, 1960), musica e libretto di Lionel Bart, London revival                                                  |
| 2016 | Leonardo Dickens           | televisione | Dickensian, serie televisiva (GB, 2015-16)                                                                                     |
| 2018 | Michael O'Leary            | teatro      | Oliver!, musical (GB, 1960), musica e libretto di Lionel Bart, The Kings Academy Conservatory of the Arts, West Palm Beach, FL |